# Neusticurus arekuna
Neusticurus arekuna — вид ящірок родини гімнофтальмових (Gymnophthalmidae). Мешкає у Венесуелі і Бразилії. Описаний у 2018 році.

## Поширення і екологія
Neusticurus arekuna спостерігалися на вершині тепуя Ангасіма у венесуельському штаті Болівар, на висоті 2162 м над рівнем моря, на південному схилі гори Серра-Пакарайма в бразильському штаті Рорайма, на висоті 900 м над рівнем моря, а також на вершині гори Абакапа, на висоті 1100 м над рівнем моря, та на вершині Ауянтепуя, на висоті 2203 м над рівнем моря. Вони живуть серед чагарникових заростей, луків і лісів, поблизу водойм і скель.